# Queens Park Rangers FC
Queens Park Rangers egy angol labdarúgócsapat, székhelye London Hammersmith és Fulham kerületében található.

## Sikerek
- Harmadosztályú bajnok (Division Three South) 1947-48
- Harmadosztályú bajnok 1966-67
- Ligakupa-győztes 1967
- Milk Cup (Ligakupa) döntős 1986
- Másodosztályú ezüstérmes 1967-68, 1972-73
- Másodosztályú bajnok 1982-83
- Elsőosztályú ezüstérmes 1975-76
- FA-kupa-döntős 1982
- 'Nationwide' Másodosztályú ezüstérmes 2003-04
- FA Community Shield ezüstérmes 1908, 1912

## Rekordok
- Legnagyobb nézőszám: 35,353 a Leeds United ellen, 1974. április 27.
- Legnagyobb arányú győzelem (bajnokság): 9-2 a Tranmere Rovers ellen, 1960. december 3.
- Legnagyobb arányú vereség: 1-8 a Manchester United ellen, 1969. március 19.
- Legtöbb bajnoki meccs: Tony Ingham 519 meccs 1950-1963
- Legidősebb játékos: Ray Wilkins, 39 éves 352 napos
- Legfiatalabb játékos: Frank Sibley, 15 éves, 275 napos
- Legtöbb bajnoki gól egy szezonban: George Goddard, 37 gól, 1929-30.
- Legtöbb gól egy szezonban: Rodney Marsh, 44 gól (30 bajnoki, 3 FA-kupa, 11 Ligakupa) 1966-1967
- Legtöbb bajnoki gól: George Goddard, 174 gól, 1926-1934.
- Legtöbb gól: George Goddard, 186 gól, 1926-1934
- Rekord átigazolás (kapott pénz): 6 000 000 font, a Newcastle United-től Les Ferdinand-ért, 1995. június
- Rekord átigazolás (fizetett pénz): 2 750 000 font, a Stoke City-nek Mike Sheron-ért, 1997. július

## Jelenlegi játékosok
2024. augusztus 30. szerint
| #  |     | Poszt | Név                                       |
| -- | --- | ----- | ----------------------------------------- |
| 1  | FRA | K     | Paul Nardi                                |
| 3  | IRL | V     | Jimmy Dunne                               |
| 4  | ENG | KP    | Jack Colback                              |
| 5  | ENG | V     | Steve Cook                                |
| 6  | ENG | V     | Jake Clarke-Salter                        |
| 7  | SCO | KP    | Karamoko Dembélé (kölcsönben a Brest-tól) |
| 8  | ENG | CS    | Sam Field                                 |
| 10 | MAR | CS    | Ilias Chair                               |
| 11 | NIR | CS    | Paul Smyth                                |
| 12 | SUI | CS    | Michael Frey                              |
| 13 | ENG | K     | Joe Walsh                                 |
| 14 | JPN | KP    | Szaitó Kóki (kölcsönben a Lommel-től)     |
| 15 | WAL | V     | Morgan Fox                                |
| 16 | SCO | KP    | Liam Morrison                             |

| #  |     | Poszt | Név                                                |
| -- | --- | ----- | -------------------------------------------------- |
| 18 | SVN | CS    | Žan Celar                                          |
| 19 | ENG | KP    | Elijah Dixon-Bonner                                |
| 20 | SCO | V     | Harrison Ashby (kölcsönben a Newcastle United-től) |
| 21 | ENG | KP    | Kieran Morgan                                      |
| 22 | SUR | V     | Kenneth Paal                                       |
| 23 | BRA | V     | Hevertton Santos                                   |
| 24 | DEN | KP    | Nicolas Madsen                                     |
| 25 | DEN | KP    | Lucas Andersen                                     |
| 26 | ALG | CS    | Rájan Kollo                                        |
| 27 | AUS | KP    | Daniel Bennie                                      |
| 28 | ENG | CS    | Alfie Lloyd                                        |
| 40 | MTQ | KP    | Jonathan Varane                                    |
| 41 | WAL | K     | Nathan Shepperd                                    |
|    | ENG | V     | Ronnie Edwards (kölcsönben a Southampton-tól)      |

### Visszavonultatott mezszámok
31 –  Ray Jones, csatár, 2006–2007

## Jelentős játékosok
| Argentína - Gino Padula Ausztrália - Ned Zelić Magyarország - Buzsáky Ákos Barbados - Gregory Goodridge Kanada - Marc Bircham Csehszlovákia - Luděk Mikloško - Jan Stejskal Anglia - Bert Addinall - Bradley Allen - Clive Allen - Les Allen - Martin Allen - Reg Allen - Peter Angell - Dennis Bailey - Gary Bannister - David Bardsley - Simon Barker - James Birch - Stan Bowles - Tim Breacker - Harry Brown - Martyn Busby - Frank Clarke - Dave Clement - John W. Collins - Lee Cook - Peter Crouch - Tony Currie - Ian Dawes - Danny Dichio - Ray Drinkwater - Mark Falco - Terry Fenwick - Les Ferdinand - Wayne Fereday - Mike Fillery - Mike Flanagan - Gerry Francis - Trevor Francis - Ian Gillard - George Goddard - Paul Goddard - John Gregory - Mark Hateley - Cyril Hatton - Bob Hazell | - Tony Hazell - John Hollins - Ian Holloway - Peter Hucker - Ron Hunt - Andy Impey - Tony Ingham - Ray Jones - Mike Keen - Pat Kerrins - David Kerslake - Andy King - Jim Langley - Mark Lazarus - Mick Leach - Sammy Lee - Evelyn Lintott - Rodney Marsh - Gary Micklewhite - Ian Morgan - Roger Morgan - David Needham - Paul Murray - Warren Neill - Steve Palmer - Paul Parker - Phil Parkes - Darren Peacock - Gavin Peacock - Gary Penrice - Mark Perry - George Petchey - George Powell - Peter Reid - Glenn Roeder - Matthew Rose - Keith Rutter - Keith Sanderson - Kenny Sansom - David Seaman - Don Shanks - Ernie Shepherd - Frank Sibley - Trevor Sinclair - Scott Sinclair - Andy Sinton - William Conway Smith - Nigel Spackman - Peter Springett - Ron Springett - Simon Stainrod - Dave Thomas - Andy Tillson | - Terry Venables - David Webb - Steve Wicks - Alan Wilks - Ray Wilkins - Clive Wilson - Chris Woods - Pat Woods Olaszország - Mauro Milanese Izrael - Ben Sahar Jamaica - Richard Langley - Danny Maddix Nigéria - Danny Shittu Észak-Írország - Colin Clarke - Iain Dowie - Billy Hamilton - Steve Lomas - Alan McDonald - David McCreery - Terry McFlynn - Keith Rowland - Ian Stewart Írország - John Byrne - Don Givens - Terry Mancini - Gary Waddock - Dick Whittaker - Martin Rowlands Skócia - Frank McLintock - Don Masson - Nigel Quashie USA - Juergen Sommer - Roy Wegerle Wales - Brian Bedford - Leighton James - Robbie James - Tony Roberts - Vinnie Jones |

## Külső hivatkozások
- Queens Park Rangers fansite (magyarul)